# Polistena
Polistena is een gemeente in de Italiaanse provincie Reggio Calabria (regio Calabrië) en telt 11.488 inwoners (31-12-2004). De oppervlakte bedraagt 11,7 km², de bevolkingsdichtheid is 1058 inwoners per km².

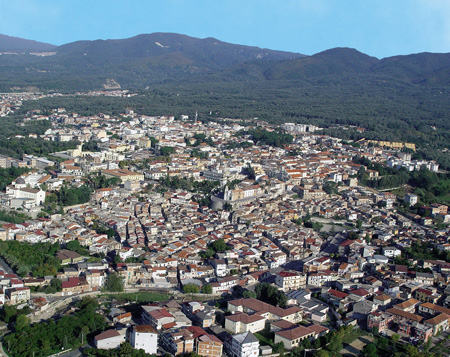
Polistena
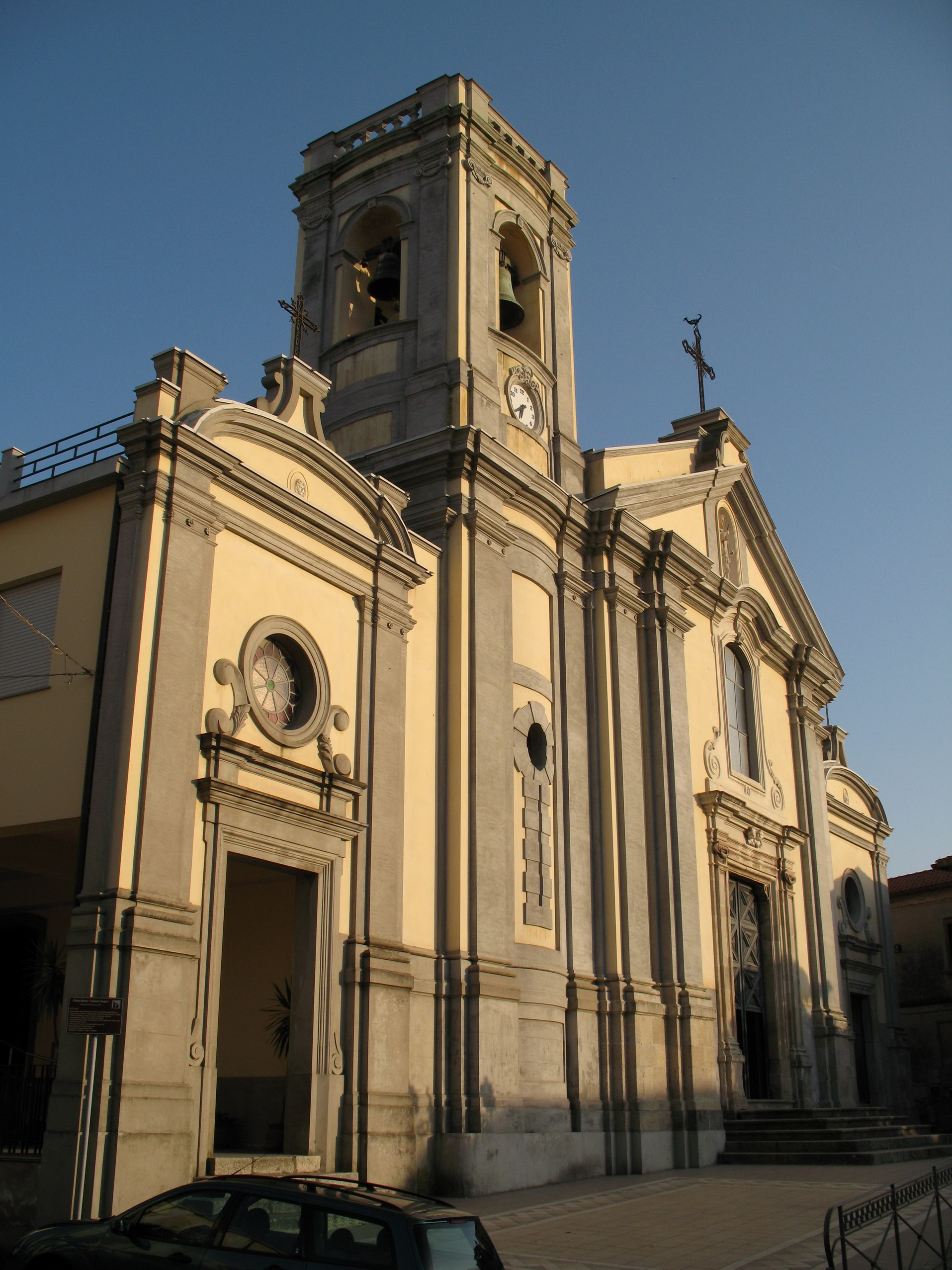
Hoofdkerk Santa Marina Vergine
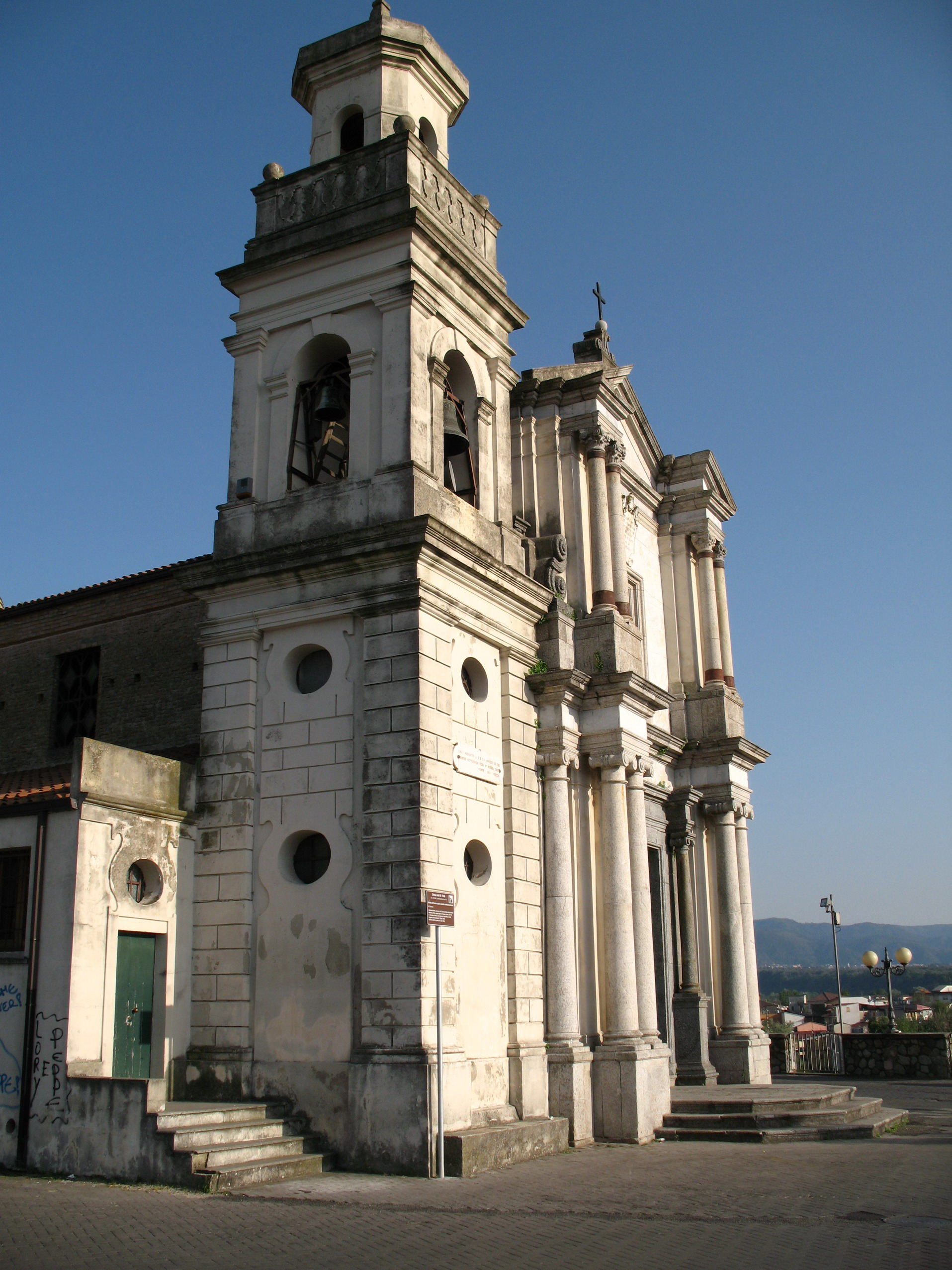
Kerk van de Heilige Drie-eenheid

## Demografie
Polistena telt ongeveer 4249 huishoudens. Het aantal inwoners daalde in de periode 1991-2001 met 3,1% volgens cijfers uit de tienjaarlijkse volkstellingen van ISTAT.
| Jaar | Inwoneraantal |
| ---- | ------------- |
| 1991 | 11.960        |
| 2001 | 11.591        |

## Geografie
De gemeente ligt op ongeveer 254 m boven zeeniveau.
Polistena grenst aan de volgende gemeenten: Anoia, Cinquefrondi, Cittanova, Melicucco, San Giorgio Morgeto.

## Geboren in Polistena
- Mimmo Calopresti (1955), filmregisseur en acteur